# Muston (North Yorkshire)
Muston – wieś w Anglii, w hrabstwie North Yorkshire, w dystrykcie (unitary authority) North Yorkshire. Leży 57 km na północny wschód od miasta York i 300 km na północ od Londynu. W 2001 miejscowość liczyła 325 mieszkańców.